# Paradijs (Breda)
Paradijs is een wijk in Haagse Beemden in de Nederlandse gemeente Breda. De wijk is gelegen in Noordwest-Breda, naast de wijk Heksenwiel en dicht bij de wijk de Kroeten.
In deze wijk staat voornamelijk laagbouw. Voorzieningen zijn de basisscholen Burgst, de Driezwing en de Rietvink en scholengemeenschap Graaf Engelbrecht (voortgezet onderwijs).
Ook zijn voetbalvereniging WDS '19 en handbalvereniging H.V. United Breda (die is samengegaan met Tornado) er gevestigd.
In de naaste omgeving bevindt zich winkelcentrum de Berg. Paradijs is per bus bereikbaar met stadslijn 3 van Arriva.

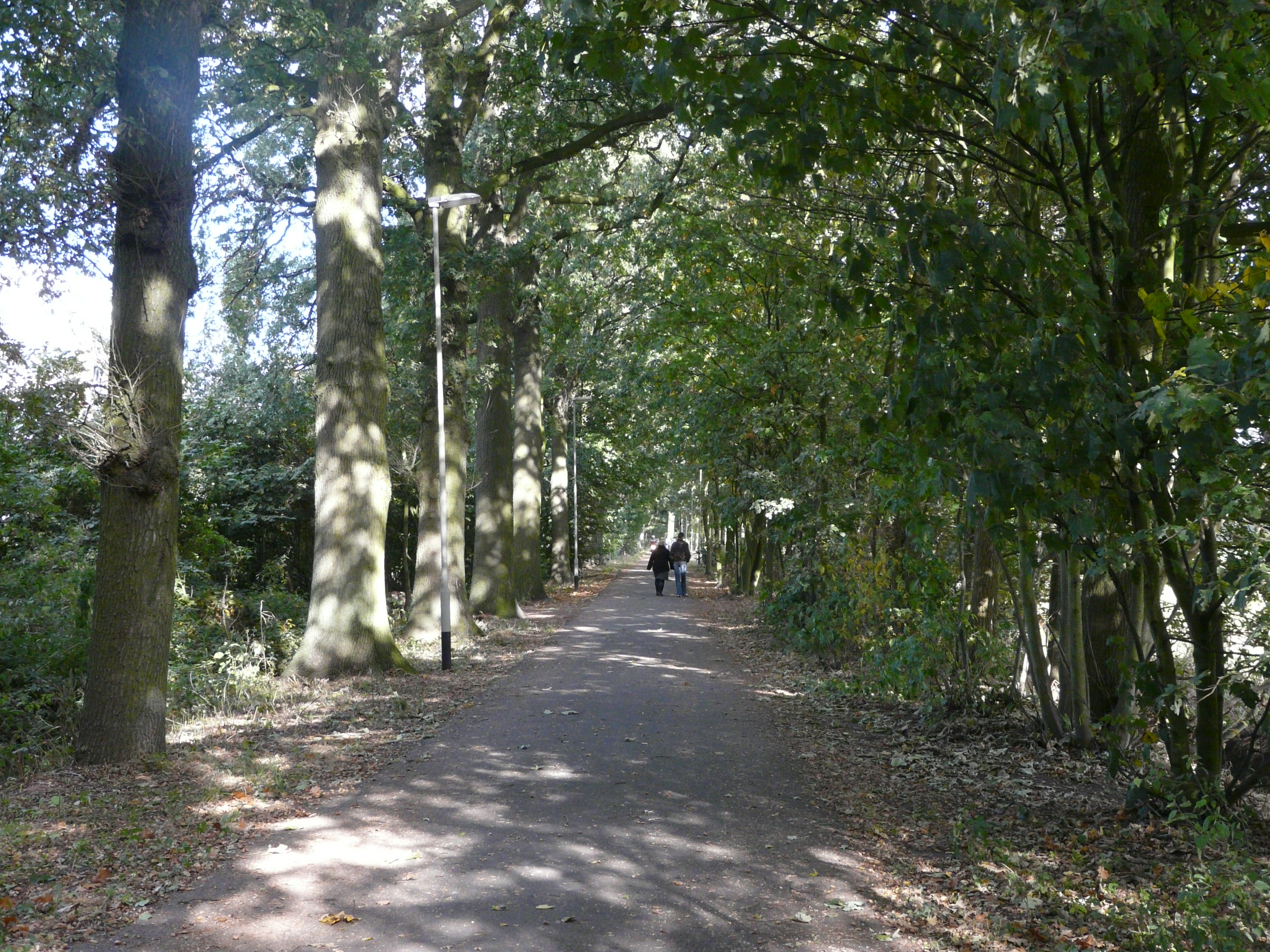
Burgtse Dreef
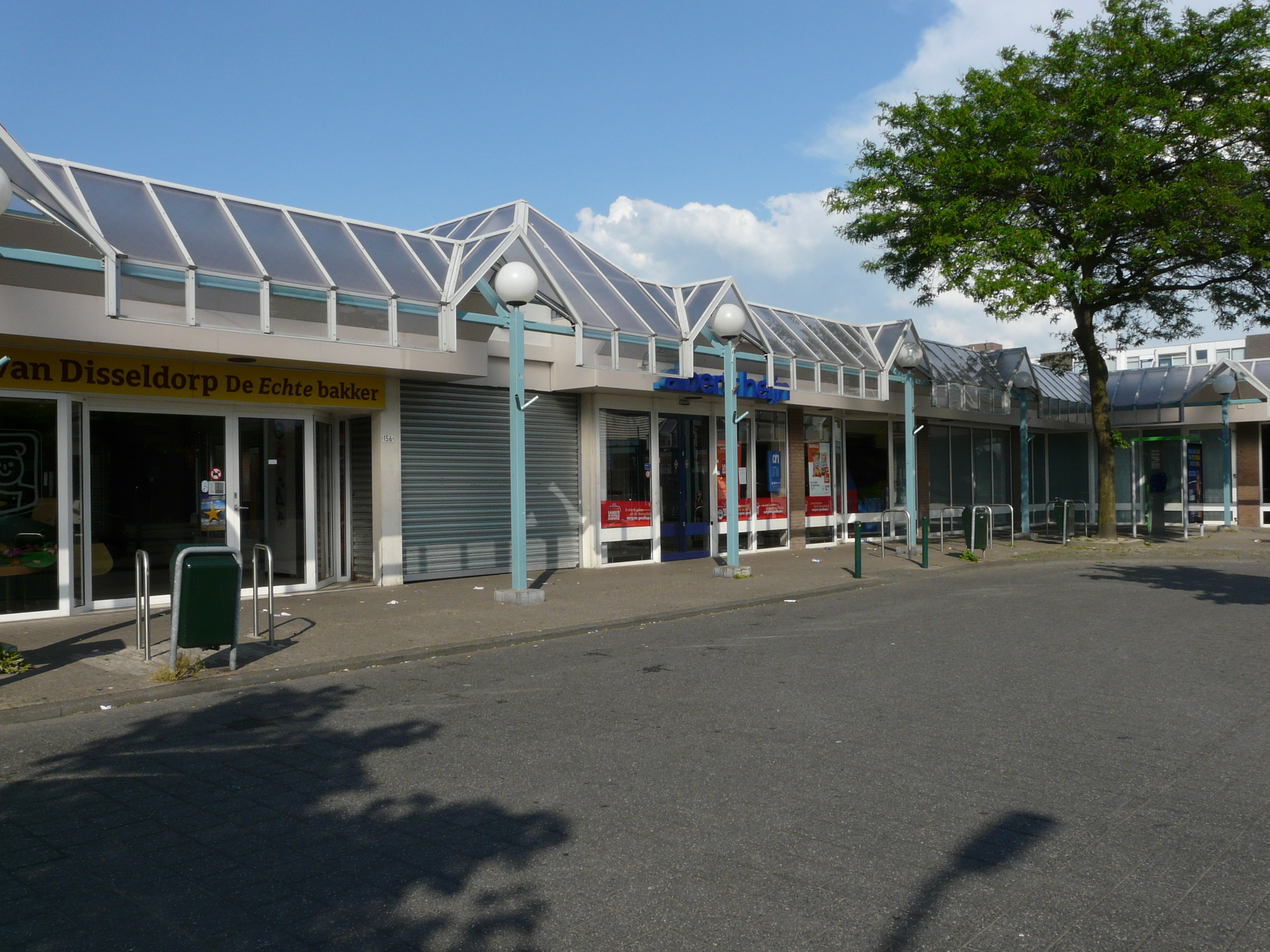
Winkelcentrum de Berg
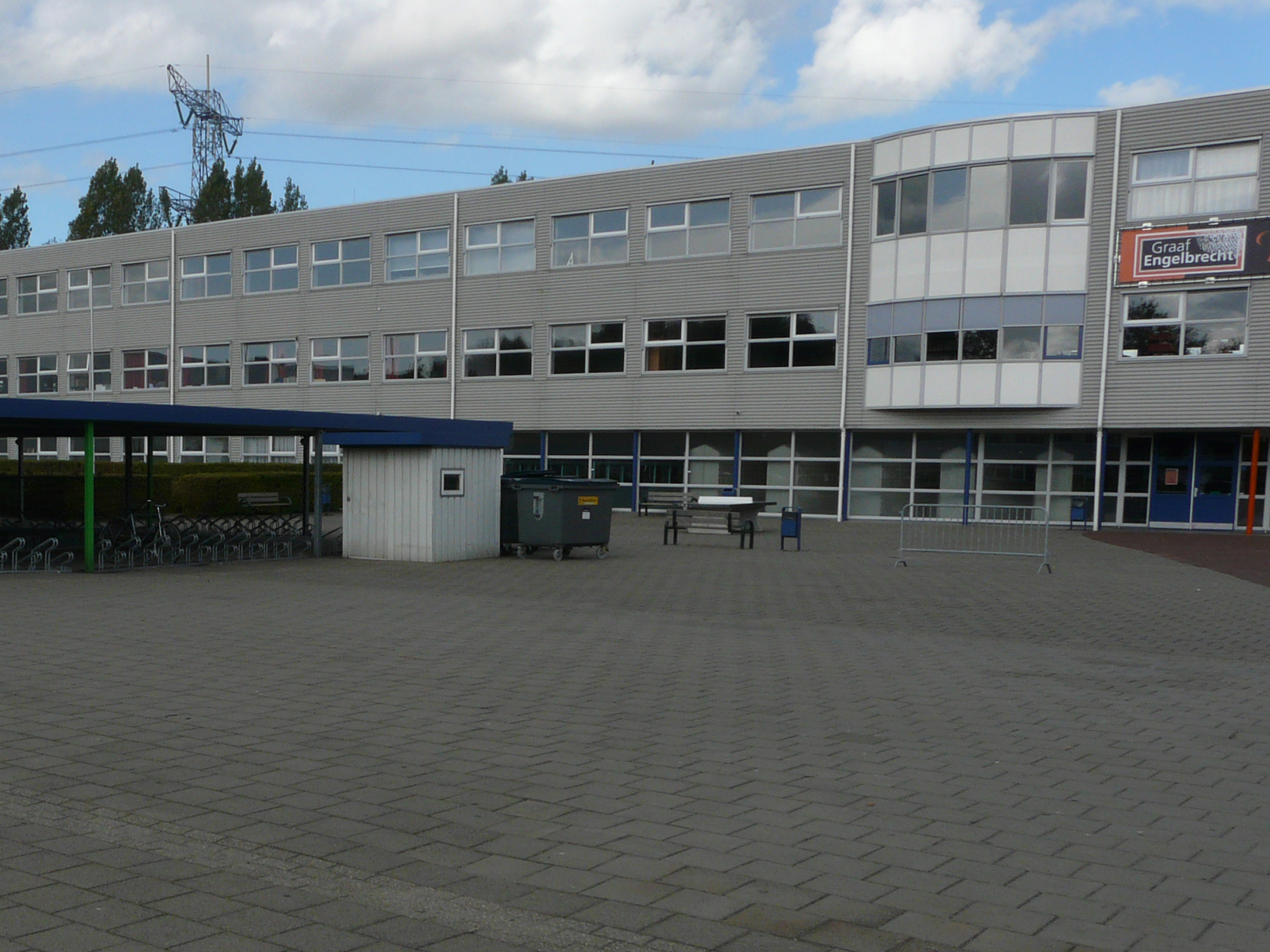
Scholengemeenschap Graaf Engelbrecht